# ヴァディム・アフォーニン
ヴァディム・アフォーニン (ラテン文字:Vadim Afonin、ロシア語: Вадим Афонин、1987年9月29日 - ) は、ウズベキスタン・タシュケント出身の元プロサッカー選手である。現役時代のポジションはMF。

## 経歴
トラクトル・タシュケントでプレーした後、ロシア・プレミアリーグのルビン・カザンのリザーブチームに移籍した。2009年にウズベク・リーグに再び戻り、シュルタン・グザルでプレーした。
2012年11月14日に開催された2014 FIFAワールドカップ・アジア予選4次予選のイラン戦に向けて代表メンバーに初選出された。
2014年2月8日、サリュート・ベルゴロドからオレンブルクに移籍した。
2017年6月21日、FCアンジ・マハチカラに移籍した。